# Jon Walmsley
Jon Walmsley (Blackburn, Inglaterra, 6 de febrero de 1956) es un actor, cantante y productor británico.
Walmsley trabajó con muchos artistas notables, entre ellos Richard Marx, Brian Setzer, David Pack, David Koz, The Doobie Brothers, Michael McDonald, Gregg Allman, Merle Haggard, Roy Acuff, Laurence Juber, John Mayall , Denny Laine, Spencer Davis, Peter and Gordon, Jackie Lomax, Roger Daltrey, Al Jardine y David Marks de los Beach Boys, Dean Torrence de Jan and Dean y Strawberry Alarm Clock. 
Además de su carrera musical, Walmsley es también conocido por sus trabajos como actor, sobre todo en The Waltons, donde interpretó a Jason Walton, al lado de Ralph Waite, Will Geer, Michael Learned, Richard Thomas y Ellen Corby.

## Filmografía
- Combat! (1966)
- Daniel Boone (1968)
- The One and Only, Genuine, Original Family Band (1968)
- Winnie the Pooh and the Blustery Day (1968)
- Adam-12 (1969)
- The Homecoming: A Christmas Story (1971)
- The ABC Saturday Superstar Movie (1972)
- The Waltons (1971–1981)
- The New Scooby-Doo Movies (1973–1974)
- The Many Adventures of Winnie the Pooh (1977)
- Dinky Hocker (1979)
- Family Feud (1979)
- A Wedding on Walton's Mountain (1982)
- Mother's Day on Waltons Mountain (1982)
- A Day for Thanks on Walton's Mountain (1982)
- Waiting to Act (1985)
- A Walton Thanksgiving Reunion (1993)
- A Walton Wedding (1995)
- A Walton Easter (1997)
- TV total German Talkshow (2004)
- 7th Heaven, 7th Heaven Band
- 8 Simple Rules, guitar player
- Elf Sparkle (voz)
- O Christmas Tree
- Waltons (2010)
- The Today Show (2011)
- Good Morning America (2013)

## Cantante, compositor y productor
- The Waltons
- For the Love of May (2000)
- Waltons' Christmas Album
- Primal Twang Show
- Love-in Show
- 8 Simple Rules
- 7th Heaven
- Secret Life of the American Teenager
- Elf Sparkle Animation (music)
- The U.K. Beat (2010)
- The Sunflowers (2011)
- A Joyful Noise(2013)